# 29992 Yasminezubi
A 29992 Yasminezubi (ideiglenes jelöléssel (29992) 2000 AY39) a Naprendszer kisbolygóövében található aszteroida. A LINEAR projekt keretében fedezték fel 2000. január 3-án.